# Magali Noël
Magali Noëlle Guiffray, més coneguda pel seu pseudònim Magali Noël (Esmirna, 27 de juny de 1932 - Castèunòu de Grassa, 23 de juny de 2015), va ser una actriu i cantant francesa nascuda a Turquia de pares provençals.

## Biografia
Original d'Esmirna, va emigrar a França el 1951. Va actuar en diverses pel·lícules en francès i en italià, sent favorita de grans directors com René Clair, Costa Gavras, Jean Renoir i Jules Dassin fins a 1980. La seva carrera com a actriu i cantant a televisió es va perllongar fins a 2002.
Noël, amb cert aire a Sophia Loren, va debutar com a cantant de cabaret i es va llançar al cinema a la dècada de 1950, quan els rostres femenins més cèlebres del cinema francès eren els de Brigitte Bardot, Jeanne Moreau, Annie Girardot i el seu. Amb prop de 80 pel·lícules en la seva filmografia, el seu primer èxit li va arribar el 1956 de la mà de Jean Renoir, amb la pel·lícula Elena et les hommes, que li va obrir un camí artístic molt lligat al cinema italià de Giorgio Simonelli, Luciano Emmero Giorgio Bianchi, i també amb Constantin Costa-Gavras i Denis Parent, director el 2003 de la seva última pel·lícula, Rien que du bonheur. Però a Magali Noël se la recordarà sempre per donar vida a algunes de les fantasies sexuals de Fellini, com el personatge de Gradisca que obsessiona els xavals que poblen els records del director italià a Amarcord.
Va ser immortalitzada a la pel·lícula Rififi, de Jules Dassin. Federico Fellini la va convocar per a petits papers en diverses pel·lícules com La dolce vita i Satiricón, recordant-la a Amarcord com a Gradisca.
A França se l'apreciava especialment per la seva carrera en paral·lel com a cantant, que s'inicia el 1956, i gràcies en gran manera a la trencadora cançó escrita per Boris Vian i composta per Alain Goraguer «Fais-moi mal, Johnny» («Fes-me mal, Johny»). Durant més de tres dècades, Noël va interpretar aquesta cançó -que es considera precursora del rock and roll francès- juntament amb el pianista Hervé Sellin. La cançó va ser prohibida a la radio pel seu àcid humor i descripció d'un episodi sadomasoquista. Va ser cantada i gravada en castellà per Nacha Guevara a principis dels anys setanta a l'Argentina. En català va ser versionada per Guillermina Motta.
Magali Noël va participar en diverses obres de teatre; les seves últimes aparicions van ser el 1986, a Cabaret, dirigida per Jérôme Savary.
El 1996, participa en el documental sobre el seu amic,el pintor Marcel Peltier, i també a l'escenari del Teatre dels Champs-Élysées, presenta un espectacle dedicat exclusivament a Jacques Prévert.
L'actriu es va casar amb l'intèrpret Jean-Pierre Bernard, amb qui va tenir una filla. En segones núpcies, va adoptar altres dos nens.
Va morir als 83 anys, segons va informar la seva filla el dimarts 23 de juny de 2015, a punt de complir 84 anys, a la residència d'ancians en la qual vivia, a la localitat de Castèunòu de Grassa, en el departament mediterrani d'Alps-Marítims - França.

## Filmografia
- 1951: Demain nous divorçons
- 1951: Seul dans Paris - Jeanette Milliard
- 1953: Deux de l'escadrille
- 1954: Mourez nous ferons le reste - Françoise
- 1955: Les Fils de Caroline chérie - Térésa
- 1955: Chantage - Denise
- 1955: Razzia sur la chnouf - Lisette
- 1955: Du rififi chez les hommes (Rififi) - Viviane
- 1955: Les grans maniobres - Thérèse
- 1956: OSS 117 n'est pas mort - Muriel Rousset
- 1956: Els Possédées - Pia Manosque
- 1956: Eléna et les hommes - Lolotte
- 1957: Assassins et voleurs - Madeleine Ferrand
- 1958: La Loi de l'homme (È arrivata la parigina) - Yvette
- 1958: Le désir mène les hommes - Nathalie
- 1958: Si le roi savait ça - Arnaude
- 1958: Le Piège - Cora Caillé
- 1959: Des femmes disparaissent - Coraline Merlin
- 1959: Ça n'arrive qu'aux vivants - Gloria Selby
- 1959: Oh! Quin mambo - Viviane Montero
- 1959: L'Île du bout du monde - Jane
- 1960: Gastone - Sonia
- 1960: Boulevard - Jenny Dorr
- 1960: A qualcuna piace calvo - Marcella Salustri
- 1960: Marie des Isles - Julie
- 1960: La dolce vita - Fanny
- 1960: Noi siamo due evasi - Odette
- 1961: Le Sahara brûle - Lénq
- 1961: La ragazza in vetrina - Chanel
- 1961: La Loi de la guerre (Legge Di guerra) - Olga
- 1961: Jeunesse de nuit (Gioventù Di notte)
- 1961: Dans la gueule du loup - Barbara Yabakos
- 1961: En pleine bagarre (Mani in alt)
- 1961: Le Jeu de l'assassin (Mörderspiel) - Eva Troger
- 1962: Le Secret de d'Artagnan (Il Colpo segreto Di d'Artagnan) - Carlotta
- 1963: Totò i Cleòpatra - Cleòpatra
- 1963: Queste pazze pazze donne
- 1963: Tempête sud Ceylan (Das Todesauge von Ceylon) - Gaby
- 1963: L'Accident - Andréa
- 1964: La Traite des blanches - Louisa
- 1964: Requiem pour un caïd - Éva
- 1964: Oltraggio al pudore - Giovenella's sister
- 1964: Le Dernier Tiercé - Lydia
- 1964: La Corde au cou
- 1965: Aventure à Beyrouth (La Dama de Beirut)
- 1966: Comment ne pas épouser un milliardaire
- 1967: Le Golem (TV) - Angelina
- 1968: Le Mois li plus beau - Claudia
- 1969: Z (pel·lícula) -
- 1969: L'Astragale - Annie
- 1969: I marziani hanno dodici mani - Matilde Bernabei
- 1969: Satyricon - Fortunata
- 1970: Edipeon
- 1970: Tropique du Cancer (Tropic of Cancer)
- 1970: Les Brebis du révérend (Kyrkoherden)
- 1970: The Man Who Had Power Over Women - Mme Franchetti
- 1971: Le Belve
- 1971: Il prete sposato - Signora Bellini
- 1972: Racconti proibiti... Di niente vestiti
- 1972: Comme avant mieux qu'avant (TV) - Fulvia Gelli
- 1972: Le p'tit vient vite - La garde-malade
- 1973: Amarcord - Ninola/"Gradisca"
- 1975: Il tempo degli assassini - Rossana
- 1975: Paolo Barca mestre elementare praticamente nudista
- 1975: La Banca Di Monate
- 1977: Stato interessante
- 1978: Jean-Christophe (TV serial)
- 1978: Les Rendez-vous d'Anna - Anada
- 1980: Le Chemin perdu - Maria
- 1980: Le président est gravement malade (TV) - Edith Wilson
- 1982: Els Confessions du chevalier d'industrie Felix Krull ("Bekenntnisse des Hochstaplers Felix Krull")
- 1982: Qu'est-ce qui fait courir David ? - Sarah
- 1982: L'Enfant et les magiciens (TV) -Marguerite
- 1983: Les Années 80
- 1983: La Mort de Mario Ricci - Solange
- 1984: Sortie interdite (TV) - Mado
- 1985: Dièsel - Mickey
- 1985: Vertiges - Constance
- 1986: Exit-exil - Solange
- 1986: L'Amour tango (TV) - Angèle
- 1989: La Nuit de l'éclusier - Hélène Belloz
- 1989: Pentimento - Maddeleine
- 1991: Crimes et jardins (TV) - Suzanne
- 1992: Les Cœurs brûlés - Julia
- 1997: Les Héritiers - Zizi
- 1998: Le Dernier Fils (TV) - Elisabeth Haas
- 1999: La Nuit des hulottes (TV)
- 2000: La Fidélité
- 2001: Regina Coeli - Regina
- 2002: La Source des Sarrazins (TV) - Rose
- 2002: La Vérité sud Charlie (The Truth About Charlie)

## Teatre
- 1954: L'Amour des quatre colonels, de Peter Ustinov
- 1954: Si jamais je te pince !..., de Eugène Labiche
- 1961: Louisiane de Marcel Aymé
- 1971: Le Septième Commandement : El tu voleras un peu moins..., de Dario Fo
- 1971: Els tres mosqueters, d'Alejandro Dumas

## Discografia
- 1956: «Fais-moi mal, Johnny», de Boris Vian[1]
- 1964: Magali Noël chante Boris Vian
- 1988: Magali Noël chante Boris Vian
- 1989: Regard sud Vian, Stéphanie Noël
- 2002: Magali Noël (CD Story Mercury)